# Enicospilus xanthocarpus
Enicospilus xanthocarpus là một loài tò vò trong họ Ichneumonidae.